# Ель-Рено (Оклагома)
Ель-Рено (англ. El Reno) — місто (англ. city) в США, в окрузі Канадіян штату Оклагома. Населення — 16 989 осіб (2020).

## Географія
Ель-Рено розташований за координатами 35°32′31″ пн. ш. 97°57′41″ зх. д. / 35.54194° пн. ш. 97.96139° зх. д. (35.541833, -97.961268).  За даними Бюро перепису населення США в 2010 році місто мало площу 206,78 км², з яких 205,24 км² — суходіл та 1,54 км² — водойми.

### Клімат
| Клімат : Ель-Рено     | Клімат : Ель-Рено | Клімат : Ель-Рено | Клімат : Ель-Рено | Клімат : Ель-Рено | Клімат : Ель-Рено | Клімат : Ель-Рено | Клімат : Ель-Рено | Клімат : Ель-Рено | Клімат : Ель-Рено | Клімат : Ель-Рено | Клімат : Ель-Рено | Клімат : Ель-Рено | Клімат : Ель-Рено |
| Показник              | Січ.              | Лют.              | Бер.              | Квіт.             | Трав.             | Черв.             | Лип.              | Серп.             | Вер.              | Жовт.             | Лист.             | Груд.             | Рік               |
| Середній максимум, °C | 8,6               | 11,7              | 17,3              | 23,0              | 27,1              | 31,5              | 34,7              | 34,1              | 29,3              | 23,7              | 15,8              | 10,1              | 22,3              |
| Середній мінімум, °C  | −4,5              | −1,9              | 2,9               | 8,8               | 13,7              | 18,4              | 21,2              | 20,2              | 15,9              | 9,7               | 2,9               | −2,6              | 8,8               |
| Норма опадів, мм      | 25                | 33                | 58                | 66                | 137               | 112               | 58                | 71                | 104               | 64                | 46                | 25                | 800               |
| --------------------- | ----------------- | ----------------- | ----------------- | ----------------- | ----------------- | ----------------- | ----------------- | ----------------- | ----------------- | ----------------- | ----------------- | ----------------- | ----------------- |
| Джерело: weather.com  |                   |                   |                   |                   |                   |                   |                   |                   |                   |                   |                   |                   |                   |

## Демографія
Згідно з переписом 2010 року, у місті мешкало 16 749 осіб у 5845 домогосподарствах у складі 3772 родин. Густота населення становила 81 особа/км².  Було 6595 помешкань (32/км²).
Расовий склад населення:
| - 71,8 % — білих - 11,1 % — корінних американців - 7,2 % — чорних або афроамериканців - 0,5 % — азіатів - 0,1 % — вихідців з тихоокеанських островів - 4,6 % — осіб інших рас |

До двох чи більше рас належало 4,7 %. Частка іспаномовних становила 12,9 % від усіх жителів.
За віковим діапазоном населення розподілялося таким чином: 24,2 % — особи молодші 18 років, 63,4 % — особи у віці 18—64 років, 12,4 % — особи у віці 65 років та старші. Медіана віку мешканця становила 34,0 року. На 100 осіб жіночої статі у місті припадало 113,9 чоловіків;  на 100 жінок у віці від 18 років та старших — 117,2 чоловіків також старших 18 років.
Середній дохід на одне домашнє господарство  становив 60 526 доларів США (медіана — 48 015), а середній дохід на одну сім'ю — 70 211 долар (медіана — 57 500). Медіана доходів становила 39 857 доларів для чоловіків та 28 340 доларів для жінок. За межею бідності перебувало 14,3 % осіб, у тому числі 19,4 % дітей у віці до 18 років та 7,1 % осіб у віці 65 років та старших.
Цивільне працевлаштоване населення становило 7644 особи. Основні галузі зайнятості: освіта, охорона здоров'я та соціальна допомога — 18,6 %, виробництво — 13,2 %, мистецтво, розваги та відпочинок — 12,4 %.